# IEEE 802.11bb

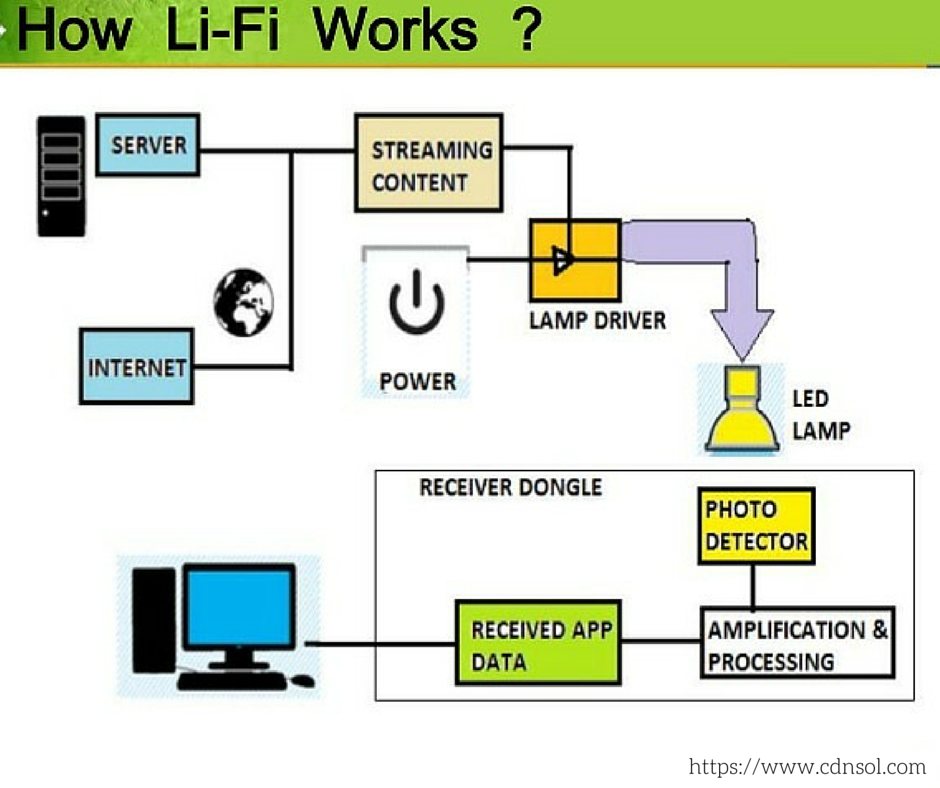
Esquema funcional de blocs del Li-Fi.

IEEE 802.11bb és un estàndard de xarxes sense fils basat en la llum en línia de visió que forma part del conjunt d'estàndards 802.11, que defineix un protocol de comunicacions interoperable per a dispositius Li-Fi. Els seus defensors afirmen que permetrà una comunicació a molt alta velocitat que és més ràpida que la WiFi.
L'estàndard 802.11bb descriu l'ús de la llum a la banda d'ona d'infrarojos propers de 800 a 1000 nm per implementar velocitats de dades entre 10 Mbit/s i 9,6 Gbit/s, amb interoperabilitat entre dispositius amb diferents capacitats.
El desenvolupament de 802.11bb va ser realitzat pel grup de treball de comunicacions lleugeres IEEE 802.11. Entre les empreses que van participar en l'esforç d'estandardització hi havia pureLiFi i Fraunhofer HHI.